# Megalagrion koelense
Megalagrion koelense là loài chuồn chuồn trong họ Coenagrionidae. Loài này được Blackburn mô tả khoa học đầu tiên năm 1884.